# مسجد لانداك
مسجد لانداك هو مسجد تاريخي في كالمنتان الغربية في أندونيسيا، والذي يقع في مجمع القصر الموجود في نغبانغ لانداك في منطقة لانداك، القصر الملكي يتكون من ثلاثة أجزاء متكاملة هي القصر الملكي ومسجد وقبر الملك وأقاربه، يقع المسجد في الجزء الشمالي من القصر.

## التاريخ
بدأ تاريخ المسجد في عهد الملك اكمل الدين عبد العزيز كوسوما (1895 - 1899) الملك الحادي العشرين للانداك، في البداية كان المسجد يقع على ضفاف أو في الجزء الشرقي من القصر، بعد ذلك أمر المسجد بأن يبنى المسجد مع المكون الرئيسي للقصر من شراء أرض خاصه إلى الجانب الشمالي من القلعة، المبنى القديم لم يعد موجودا الآن، اليوم موقع المسجد القديم أصبح مدرسة داخلية لمعرفة دين الإسلام وهي تختص بالأطفال في جميع أنحاء المدينة، في ذلك الوقت بعد أن تم نقل المسجد إلى الشمال من القلعة أصبح السلطان أحمد بلال إمام المسجد حتى عهد الملك عبد الحميد (1922 - 1943) وهو سلطان لانداك الثاني والعشرين، وعلاوة على ذلك، ونتيجة لمواقع المسجد ثقافيا وتاريخيا تم تجديد المسجد عدة مرات أجرتها وزارة التربية والتعليم والثقافة في عام 1980 والحكومة المحلية خلال عام 2000 .

## البناء
تبلغ مساحة البناء في مسجد لانداك حوالي 400 متر مربع، ويقع في المناطق الفاضية حول مجمع القصر، تم بناء المسجد بمواد بسيطة ولكنها قوية مع شراء الخشب بوصفه العنصر الرئيسي للبناء والألواح للسقف، المسجد له أربعة أعمدة من الخشب الصلب لا تزال موجوده، كل زاوية من المسجد مزينة من الخشب المنقوش بآيات من القرآن الكريم والزخارف النموذجية من الملايو، ألوان المسجد هي مزيج من اللون الأزرق والعاجي صبغت على جدران وأعمدة المسجد، وهي يضيف نظرة باردة للمسجد.

## التحديث
في الحادي عشر من شهرأغسطس من عام 2009 عقد حفل وضع حجر الأساس لإعادة بناء جامع لانداك.